# Макдональд, Майкл (музыкант)
Майкл Макдональд (англ. Michael McDonald, род. 12 февраля 1952, Сент-Луис) — американский певец и музыкант, пятикратный лауреат премии «Грэмми». Был вокалистом групп Steely Dan (в 1970-е годы) и The Doobie Brothers (с 1976 по 1982 гг.), с 1982 года работает сольно.
Родился в Сент-Луисе, однако в юности, решив полностью посвятить себя музыке, перебрался в Калифорнию. Вскоре он вошёл в состав группы Steely Dan в качестве клавишника и вокалиста, а через три года, чувствуя неудовлетворённость своим положением в группе, перешёл в The Doobie Brothers (продолжая принимать участие в студийных записях Steely Dan до 1980 года). В 1982 году начал сольную карьеру, записав альбом If That’s What It Takes. В 1985 году совместно с Джеймсом Ингрэмом был удостоен премии «Грэмми» в номинации «Лучшее вокальное R&B-исполнение дуэтом или группой». В XXI веке выпустил несколько успешных кавер-альбомов.
Считается одним из наиболее успешных представителей «голубоглазого соула». «Будучи плоть от плоти поп-артистом, он при этом привнёс в свою радиоформатную музыку фразировку и чувство стиля, характерные для R&B».